# 道奇縣 (內布拉斯加州)
道奇县（英語：Dodge County）是美国內布拉斯加州東部的一個縣，面積1,409平方公里。根據2020年美國人口普查，共有人口37,167人。縣治弗里蒙特（Fremont）。該縣成立於1854年，縣名紀念代表艾奥瓦州的聯邦參議員奧古斯塔斯·凱撒·道奇。